# Adhemir de Barros
Adhemir de Barros, conegut com a Paraná, (21 de març de 1942) és un exfutbolista brasiler.

## Selecció del Brasil
Va formar part de l'equip brasiler a la Copa del Món de 1966.